# Hafez al-Assad
Hafez al-Assad (født Abu Sulayman Wahish 6. oktober 1930 i Qardāḥa (en), død 10. juni 2000 i Damaskus) var præsident i Syrien fra 1971 til 2000, og far til Bashar al-Assad. Hafez al-Assad var en alawit.
Han blev medlem af Ba'ath-partiet i 1946, hvorefter han seks år senere begyndte at på militærakademiet i Homs, hvor han i de efterfølgende tre år blev uddannet kamppilot. I perioden 1959-61 var han i eksil i Egypten, hvor han var med til at genoplive Ba'ath-partiet i Syrien. Før sin tid som præsident var han forsvarsminister fra 1966 og fra 1968 chef for luftvåbenet. Det var i Assads tid som forsvarsminister, at Syrien mistede Golanhøjderne i seksdageskrigen mod Israel. Han overtog magten i november 1970 efter at have nedkæmpet og arresteret sin mentor Salah al-Jadid, der som stabschef for de væbnede styrker reelt havde været Syriens leder. Assad blev først prenierminister og siden præsident.
Assad og Saddam Hussein udviklede et fjendskab, da de tilhørte hver sin fløj i Ba'ath-partiet. Hhv. den syriske og den irakiske fløj. Assad støttede således Iran i Iran-Irak-krigen i 1980'erne og den internationale koalition i Golfkrigen i begyndensen af 1990'erne.